# كلاركسفيل (أركنساس)
كلاركسفيل (بالإنجليزية: Clarksville, Arkansas)‏ هي مدينة تقع في مقاطعة جونسون بولاية أركنساس في الولايات المتحدة. تبلغ مساحة هذه المدينة 48.6 (كم²)، وترتفع عن سطح البحر 113 م، بلغ عدد سكانها 9251 نسمة في عام 2011 حسب إحصاء مكتب تعداد الولايات المتحدة.

## أعلام
- يوجين باترسون هاريس
- باول ستيوارت
- تشارلز ك. ريد
- غوردون هوستون
- ريد هيكي

## وصلات خارجية
- The US50 - Cities and Towns in Arkansas State
- 2012 United States Census Estimate